# Cajastur
Cajastur és una caixa d'estalvis asturiana amb seu a Oviedo. Forma part del Grup Liberbank (Cajastur, Caja Cantabria i Caja de Extremadura), fusió realitzada mitjançant el Sistema Institucional de Protecció (SIP). Anteriorment les tres caixes juntament amb la Caixa d'Estalvis del Mediterrani van crear Banco Base, per realitzar un SIP que va acabar sense incloure la CAM per la seva mala situació financera.
L'antiga Caja de Castilla-La Mancha (CCM), ara convertida en banc, forma part del Grup Cajastur, ja que fou adquirida per Cajastur a través de la seva filial Banco Liberta.